# Chá de yuja
O Yuja-cha (유자차; 柚子茶) é um chá tradicional coreano feito pela mistura de água quente com yuja-cheong (marmelada de yuja). O chá é popular em toda a Coreia, especialmente no inverno. Esta bebida é criada pela mistura da yuja em um xarope doce, grosso e de polpa. Não contém cafeína. É frequentemente vendido nos mercados (em grandes frascos) e utilizado nas residências como remédio para resfriado comum.
O chá de Yuja é feito de frutas japonesas como yuja, cidra ou yuzu. Essas frutas não contêm muito suco, ao contrário de outras frutas cítricas. Elas são capazes de cozinhar em altas temperaturas sem perder o sabor azedo. Frutos de Yuja têm uma forte fragrância, que vem das cascas, dos sucos e dos óleos essenciais. O chá é amargo e doce. Além disso, ele também é um conservante e, portanto, pode ser armazenado em uma prateleira ou balcão.

## História
A história do chá de yuja começou na China. Uma tempestade atingiu o barco que transportava um carregamento de árvores de yuja da China para a Coréia. As árvores de yuja foram perdidas, mas algumas das sementes caíram no casaco de um passageiro do barco. Enquanto o passageiro em território coreano, as sementes caíram no chão e cresceram em árvores de yuja. Os coreanos viram os benefícios que as folhas tinham e as usaram como remédio para resfriados comuns, esmagando-as. Devido ao seu sabor amargo, eles começaram a preservar as folhas de açúcar e mel, que mais tarde se desenvolveram no chá de yuja.

## Nomes
Ocasionalmente, o termo yuja-cha também pode ser usado para se referir à geleia de yuja, com calda usada para fazer o chá. O nome da bebida às vezes é traduzido para o português como "chá de cidra" ou "chá doce de cidra", embora o yuja e a cida sejam frutas cítricas diferentes.

## Benefícios medicinais
O chá de yuja é conhecido por seus benefícios à saúde. Ele contém mais vitamina C (por volta de 2,5 vezes a mais) do que suco de limão cru. A vitamina C presente no chá supostamente ajuda o sistema imunológico a combater infecções e outras doenças.

## Preparação
O chá de yuja pode ser feito em casa a partir do zero. Os ingredientes necessários são frutas cítricas (limão ou toranja, por exemplo) ou yuja, mel e açúcar. O primeiro passo é limpar completamente as frutas. Em seguida, corte o yuja em fatias finas e remova as sementes. Coloque as fatias em uma tigela e misture o mel e o açúcar. Por fim, coloque a mistura em um recipiente e guarde-a em um local fresco e escuro até que o xarope seja criado (cerca de seis meses). Quando estiver pronto, misture uma ou duas colheres de sopa de chá de yuja em água quente. O xarope do chá de yuja também é usado em coquetéis, torradas ou sorvete.